# Église Saint-Martin de Saint-Martin-sous-Vigouroux
Pour les articles homonymes, voir église Saint-Martin.
L'église Saint-Martin est une église située en France sur la commune de Saint-Martin-sous-Vigouroux (Cantal), en région Auvergne-Rhône-Alpes.

## Historique
La campagne principale de construction de l'église date du XIIIe siècle, avec des ajouts et modifications aux XIVe et XVe siècles.

### Protection
L'église est inscrite au titre des monuments historiques par arrêté du 4 décembre 1968.

## Description
L'église en tuf volcanique comprend une nef à trois travées, deux voûtées d'ogives et une troisième plus profonde avec des culots sculptés. Le chœur à chevet plat est soutenu par des colonnettes engagées et orné de peintures représentant les quatre Évangélistes. À l'extérieur, la façade est surmontée d'un clocher-mur, et un porche en berceau brisé précède le portail.